# エリシュカ・プシェミスロヴナ
エリシュカ・プシェミスロヴナ（Eliška Přemyslovna, 1292年1月2日 - 1330年9月28日）は、ボヘミア王およびルクセンブルク伯ヨハンの最初の妃。ポーランド王も兼ねたボヘミア王ヴァーツラフ2世の娘で、母はドイツ王ルドルフ1世の娘ユッタ。エリシュカはチェコ語名で、ドイツ語名ではエリーザベト（Elisabeth）、ポーランド語名ではエルジュビェタ（Elżbieta）。

## 生涯
兄ヴァーツラフ3世は1301年にハンガリーの王位につき、父ヴァーツラフ2世が1305年に死去すると代わってポーランドとボヘミアの王位を継承したが、翌1306年に暗殺されて、プシェミスル朝最後の王となった。その後、ポーランドではピャスト朝が復活し、ハンガリーではバイエルン公オットー3世の短い在位の後にアンジュー朝が興った。ボヘミアでは、エリシュカの姉アンナと結婚したケルンテン公ハインリヒ6世と、ヴァーツラフ2世の後妻リクサ・エルジュビェタと結婚したオーストリア公ルドルフ3世（王女エリシュカの母方の従兄に当たる）が王位を争った。
ルドルフは1307年に戦病死したが、ケルンテン公の即位を認めないボヘミア貴族の画策によって、ルクセンブルク家の神聖ローマ皇帝ハインリヒ7世の息子ヨハンをエリシュカと結婚させ、ボヘミア王に迎えることが取り決められた。1310年、ヨハンは軍勢とともにボヘミア入りし、エリシュカとプラハで結婚した。ケルンテン公夫妻はケルンテンへ逃れた。翌1311年、ヨハンの戴冠式が行われた。
夫ヨハンが外国人であり、また不在がちであったことから、プシェミスル家の王女であるエリシュカは、ボヘミアの貴族たちによって政治的に担ぎ出されることになった。これに対してヨハンは、エリシュカが貴族と陰謀を画策したとして、1319年に長男で3歳になるヴァーツラフ（のちのカール4世）をエリシュカから引き離した。しかし、ヨハンはその後もエリシュカとの間に3子をもうけている。
1330年にエリシュカが死去した後、ヨハンは1334年にブルボン公ルイ1世の娘ベアトリス（ベアトリクス）と再婚した。

## 子女
エリシュカはヨハンとの間に4男3女をもうけた。
- マルガレーテ（1313年 - 1341年） - バイエルン公ハインリヒ14世と結婚。
- ユッタ（ボンヌ、1315年 - 1349年） - フランス王ジャン2世と結婚。
- カール4世（1316年 - 1378年） - 神聖ローマ皇帝およびボヘミア王。
- オットカール（オットー、1318年 - 1320年）
- ヨハン・ハインリヒ（1322年 - 1375年） - モラヴィア辺境伯。
- アンナ（1323年 - 1338年） - オーストリア公オットー（ルドルフ3世の弟）と結婚。
- エリーザベト（1323年 - 1324年） - アンナの双子の姉妹。